# 森唯斗
森 唯斗（もり ゆいと、1992年1月8日 - ）は、徳島県海部郡海南町（現：海陽町）出身のプロ野球選手（投手）。右投右打。横浜DeNAベイスターズ所属。

## 経歴

### プロ入り前
浅川小学校1年生の時に外野手として野球を始め、4年生の時に投手になった。6年生の時には徳島県の少年野球の王者を決める「こども野球のつどい」で優勝。決勝では杉本裕太郎と対戦している。海陽中学校では軟式野球部に所属していた。
徳島県立海部高校では1年生の時にベンチ入りし、2年生の秋には背番号1をつけていた。3年生時の夏の甲子園・徳島大会では2試合に救援登板し、無失点だったが、チームは3回戦で敗れ、甲子園出場経験はない。
高校卒業後、当時クラブチームであった三菱自動車倉敷オーシャンズに入部。4年目の第84回都市対抗野球大会・中国2次予選では45回1/3を投げたが、チームは敗退した。しかし、伯和ビクトリーズの補強選手に選ばれ、本大会1回戦において3番手で登板し、2回を投げ無失点だった。田原誠次は、倉敷オーシャンズでの先輩だった。
2013年10月24日に行われたプロ野球ドラフト会議で福岡ソフトバンクホークスに2位指名を受け、契約金7000万円、年俸1200万円（金額は推定）で合意し、入団した。背番号は38。2位指名はクラブチーム所属選手として、過去最高順位での指名であった（倉敷オーシャンズは、2016年に企業チーム登録された）。

### ソフトバンク時代

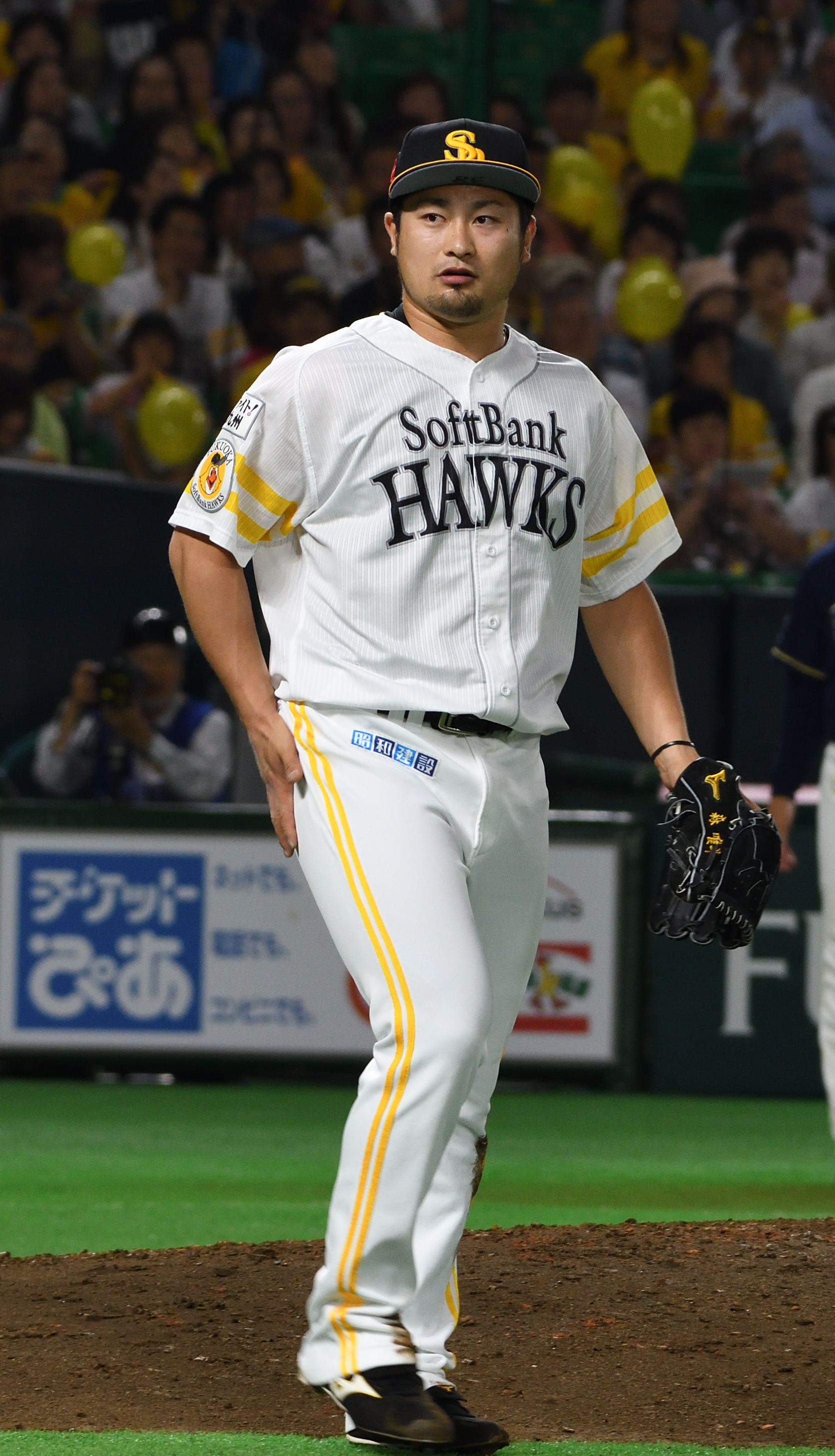
福岡ソフトバンクホークス時代
（2016年5月25日）

2014年の春季キャンプはB班スタートも、キャンプ序盤にA班へ昇格すると、オープン戦では自己最速の149km/hを計測するなど開幕一軍入りへ向けてアピールを続けたが、3月13日の中日ドラゴンズ戦で左太もも裏を痛め、開幕を二軍で迎えた。5月2日に初めて出場選手登録をされ、同11日の埼玉西武ライオンズ戦の9回二死の場面から4番手でプロ初登板を果たし、秋山翔吾を二ゴロに仕留めた。5月26日の中日戦では同点の11回裏に登板し、1イニングを無失点に抑え、プロ初ホールドを記録。7月12日の北海道日本ハムファイターズ戦では1点ビハインドの6回裏に3番手で登板し、1イニングを三者凡退に抑えると、7回表にチームが3点を奪い、そのまま逆転勝利したことでプロ初勝利を挙げた。7月17日に行われたフレッシュオールスターのウエスタン・リーグ選抜のメンバーに選ばれたが、試合には出場しなかった。8月16日のオリックス戦ではプロ初黒星を喫したものの、シーズン終盤は7回のセットアッパーを任され、ルーキーイヤーは一軍で58試合に登板し、4勝1敗20ホールド・防御率2.33を記録。ポストシーズンでは、日本ハムとのCSファイナルステージで3試合に登板。阪神タイガースとの日本シリーズでも3試合に登板し、いずれも1イニングを無失点に抑えた。オフに3600万円増となる推定年俸4800万円で契約を更改した。
2015年は自身初の開幕一軍入りを果たしたものの、7回のセットアッパーは森福允彦、8回のセットアッパーはバリオスが務めた。4月中旬には、右ふくらはぎの張りで出遅れていた前年のセットアッパー・五十嵐亮太が復帰し、また森自身はホールド機会での救援失敗が多く、シーズン前半はホールドが付かない場面での登板が続いた。6月10日の阪神戦、2点ビハインドの6回表、一死一・三塁の場面から登板すると、8回表二死まで7者連続で三振を奪い、1試合の連続奪三振数の球団タイ記録に並んだ。オールスターのファン投票の中継投手部門で1位を獲得したバリオスが、右肩の関節周囲炎により出場を辞退したため、代わりにメンバーに選ばれ、7月17日に行われた第1戦の7回に4番手で登板し、1回2安打1奪三振無失点であった。バリオスの復帰が9月末、森福は不振に陥っていたこともあり、シーズン後半は7回のセットアッパーを務め、この年は55試合の登板で5勝2敗16ホールド・防御率2.69を記録。オフに2200万円増となる推定年俸7000万円で契約を更改した。なお、7月16日に第1回プレミア12の日本代表第1次候補選手、9月10日には同大会の日本代表候補選手に選出されていたが、最終ロースター28名には入れなかった。
2016年、開幕前の2月23日に侍ジャパン強化試合 日本 vs チャイニーズタイペイの日本代表に追加登録されたことが発表された。3月6日に行われた第2戦の7回裏に4番手で登板し、1イニングを三者凡退に抑えた。レギュラーシーズンでは2年連続の開幕一軍入りを果たし、4月だけで2敗と春先は不安定な投球が続いたものの、5月8日の東北楽天ゴールデンイーグルス戦では、5日連続登板となっていた守護神のサファテに代わって9回を任され、プロ初セーブを挙げるなど、5月は復調を見せた。しかし、6月は2試合連続2失点を喫するなど再び調子を落とし、8月3日に出場選手登録を抹消された。同13日に最短で再登録され、8月末には勝ちパターンでの登板でホールドも挙げたが、9月は3失点を喫した試合が2試合あり、この年は好不調の波が激しいシーズンであった。56試合の登板で4勝3敗14ホールド1セーブ・防御率2.98という成績を残し、オフに1700万円増となる推定年俸8700万円で契約を更改した。
2017年も開幕を一軍で迎えると、先発陣が故障者の続出などで振るわず、登板過多の状況が続いた。8・9月には5失点を喫した試合が1試合ずつあったなど、疲労もあってシーズン後半は成績を落としたが、この年は64試合の登板で2勝3敗33ホールド1セーブ・防御率3.92を記録。リーグ優勝の原動力になり、CSファイナルステージでは初戦から3連投をこなし、最終戦にも投げて全て無失点に抑え、日本シリーズでも4試合に登板して1失点、チームの2年ぶりの日本一に貢献した。オフに4300万円増となる推定年俸1億3000万円プラス出来高で契約を更改した。
2018年も中継ぎとして開幕を一軍で迎え、開幕からの5登板で防御率15.00と不調であったが、4月17日の楽天戦の9回表一死、下半身の違和感で登板を回避した守護神のサファテに代わって登板し、シーズン初セーブ。サファテが右股関節の故障で離脱し、翌18日の同カードでもセーブを挙げると、以降はクローザーを務めた。7月1日終了時点で32試合に登板し、16セーブを記録すると、翌2日に監督推薦で自身2度目のオールスターへの出場が決定。両軍で唯一第1・2戦ともに登板し、いずれも無失点に抑えた。後半戦もクローザーとしてフル回転し、8月には自身初の5日連続登板。9月18日のロッテ戦から同25日のオリックス・バファローズ戦までの7試合では全試合に登板し、プロ野球新記録となる7試合連続セーブを達成した。レギュラーシーズンでは自己最多の66試合に登板し、2勝4敗6ホールド37セーブ・防御率2.79を記録し、最多セーブ投手のタイトルを獲得。日本ハム・西武とのCS、広島東洋カープとの日本シリーズでもクローザーの役割を全うし、第6戦では胴上げ投手となった。同シリーズタイ記録となる3セーブを挙げて日本シリーズ優秀選手賞を受賞し、ポストシーズン全体では計10試合の登板で2ホールド5セーブを記録し、チームの2年連続日本一に大きく貢献した。オフに1億5000万円増となる推定年俸2億8000万円プラス出来高で契約を更改した。
2019年、開幕前の3月9・10日に行われたENEOS侍ジャパンシリーズ2019にて、3年ぶりに野球日本代表に召集され、10日のメキシコ戦で8回の1イニングを三者凡退に抑えた。レギュラーシーズンでは守護神として開幕を一軍で迎え、6月8日の広島戦でリーグトップに並ぶ17セーブ目を挙げるなど、セーブを積み重ねていた。しかし、同15日の横浜DeNAベイスターズ戦で19セーブ目を挙げるも、1本塁打を含む4安打で2失点を喫すると、翌6月16日に右上腕部の違和感により出場選手登録を抹消され、MRI検査の結果右広背筋・大円筋の部分損傷と診断された。7月16日の中日とのウエスタン・リーグ公式戦で実戦復帰し、7月21日に出場選手登録をされ、同日の楽天戦で一軍復帰登板を果たした。その後は守護神の役割を完璧にこなし、離脱前の5月29日のオリックス戦からセーブ機会での失敗0を継続してレギュラーシーズンを終え、54試合の登板で2勝3敗7ホールド35セーブ・防御率2.21を記録。ポストシーズンでは、楽天・西武とのCSに計7試合中5試合で登板。読売ジャイアンツとの日本シリーズでは4連投で2年連続の胴上げ投手となり、チームの3年連続日本一に貢献した。オフに1億8000万円増となる推定4億6000万円プラス出来高、年俸固定制の4年契約で契約を更改した。
2020年は新型コロナウイルスの影響で120試合制の短縮シーズンとなり、この年も守護神として6月19日の開幕を迎えたが、ロッテとの開幕戦でセーブ失敗。7月2日の日本ハム戦では逆転サヨナラ負けを喫するなど、開幕直後はやや不安定な投球が続いた。しかし、7月7日の楽天戦から同31日の西武戦までの計9試合9イニングを無安打無失点に抑えるなど復調を見せ、8月20日のロッテ戦で通算100ホールド、10月11日のロッテ戦では通算100セーブを達成し、通算100ホールド・100セーブはNPB史上6人目の記録となった。11月3日のロッテ戦では球団新記録となる7年連続50試合登板を達成し、この年は52試合の登板で1勝1敗6ホールド32セーブ・防御率2.28を記録。3年ぶりのリーグ優勝に貢献し、10月27日のロッテ戦では胴上げ投手にもなった。ポストシーズンでも守護神を務め、11月25日の巨人との日本シリーズ第4戦では3年連続で同シリーズの胴上げ投手となり、4年連続日本一にも貢献した。
2021年も守護神として開幕を一軍で迎え、ロッテとの開幕戦では吉田裕太に本塁打を打たれたが、翌3月27日の同カードから4月20日の楽天戦までの9試合では計9イニングを与四球1、併殺含め打者27人に抑える準パーフェクトを達成した。しかし、4月15日に左肘の腫れで一時離脱し、同29日に再び左肘の痛みを訴え福岡市内の病院で左肘関節化膿性滑液包炎と診断されたため、翌4月30日に出場選手登録を抹消された。約1週間の入院期間を経てリハビリ組に合流したが、微熱が続き、5月23日にブルペン投球を実施するも患部の状態が再度悪化し、同28日に左肘関節滑液包切除術および洗浄と左肘頭掻爬術を受けた。術後4週間ほど入院し、復帰時期は未定であることが同日に球団から発表された。8月21日の阪神とのウエスタン・リーグ公式戦で実戦復帰、9月7日に出場選手登録をされ、翌8日の西武戦で一軍復帰登板を果たした。9月22日の楽天戦では復帰後初セーブを挙げたが、本来のピッチングからは程遠い状態であり、復帰後は17試合の登板で3敗・防御率6.19と振るわず、チームがCS進出に向けて残り3試合全勝が必要という状況になると配置転換が検討された。この年は手術の影響でプロ入り後最少となる30試合の登板にとどまり、1勝3敗15セーブ・防御率4.03という成績に終わった。
2022年は春季キャンプ中に右前腕部の張りを訴えて調整が遅れ、オープン戦では球速が上がらなかったものの、藤本博史新監督は森の守護神起用を明言し、守護神として開幕を一軍で迎えた。チームは開幕8連勝と好スタートを切り、森はそのうち6試合に登板し、全ての登板でセーブを挙げたが、ストレートに勢いがなく、カットボール・ツーシームも含めたファストボール系の球種の球速が低下しており、その後の5登板では計7失点。チームの4敗のうち3敗が森に記録されると、4月17日に出場選手登録を抹消された。抹消後は実戦から離れてブルペン投球を重ね、5月7日の二軍戦で実戦復帰。一軍で新型コロナウイルス感染による離脱者が続出した事態を受け、7月2日に一軍へ昇格し、8回又吉・9回モイネロが確立しているチーム事情もあり、中継ぎとして起用されたが、7月30日にスクリーニング検査で陽性疑いの判定を受け、翌31日に特例2022で出場選手登録を抹消され、その後PCR検査で陽性判定を受けた。8月21日に一軍へ復帰すると、千賀滉大が今オフに海外FA宣言を行うことを背景に、かねてから水面下で進んでいたという翌年以降の先発転向に向け、同31日のロッテ戦で4年ぶりに2イニングを投げた。さらに9月13日の西武戦の試合前には藤本監督が先発転向プランを公表し、ロングリリーフとして起用することを明言。先発の奥村政稔が3回1安打無失点と好投すると、森も8年ぶりに3イニングを投げ、1安打無失点で勝利投手となった。11連戦中というチーム事情があり、「もう1回近々あるんで、2人とも3回以上は投げさせないと決めていた」と藤本監督が話したとおり、同16日の楽天戦でも奥村が予告先発として発表されていたが、右肘の負傷により急遽森へ変更。通算461試合目でのプロ初先発はプロ野球史上最遅となり、3回2安打1失点で役目を果たし、チームの勝利に貢献した。その後は流動的な起用法となり、この年は29試合（2先発）の登板で2勝4敗3ホールド6セーブ・防御率2.62という成績であった。オフの契約更改では翌年の先発転向に伴い、出来高の見直しを行った。
2023年は本格的に先発へ転向し、春季キャンプ初日ではブルペンで107球を投じたが、このブルペンで右内転筋に違和感を覚え、翌2月2日に福岡市内の病院で検査を受けるため、キャンプから離脱した。リハビリを経て3月に二軍へ合流し、ウエスタン・リーグで3試合に先発して防御率0.48と結果を残すと、4月27日の楽天戦でシーズン初登板初先発。6回4安打1四球6奪三振無失点の好投で勝利投手となり、通算465試合目での先発初勝利はプロ野球史上最遅であった。中12日で先発した5月10日の日本ハム戦でも5回1失点と試合を作ったが、同17日の二軍戦での調整登板にて、右内転筋の違和感で緊急降板。6月1日に実戦復帰、同8日のDeNA戦で一軍復帰を果たすも、2回2/3を5失点で敗戦投手となった。その後は二軍再調整が続いたものの、9月3日の西武戦で約3か月ぶりとなる一軍での先発機会を得ると、5回2/3を1失点と力投し、勝利投手となった。中10日で9月14日の西武戦にも先発すると、自己最長の6回2/3を投げたが、4失点で敗戦投手。続く同23日のオリックス戦では3回1/3で97球を要し、4失点を喫して敗戦投手となり、翌9月24日に出場選手登録を抹消された。そのまま二軍でシーズンを終え、一軍成績は6試合の先発登板で2勝3敗、防御率4.60という成績に留まった。2020年からの4年契約が終了し、10月22日に戦力外通告を受けた。

### DeNA時代
2023年11月17日、横浜DeNAベイスターズへ入団することが発表された。12月1日に入団会見が執り行われ、背番号はソフトバンク時代と同じ38に決まった。推定年俸は5000万円となり、ソフトバンク時代から4億1000万円減となった。複数球団からオファーがある中で、「一番最初に声をかけてくれたところと決めていた」としてDeNA入団を決めたという。DeNAには同姓の森敬斗がいるため、スコアボード上の表示および報道上の表記は「森唯」、背ネーム表記は「Y.MORI」となった。
2024年は開幕ローテーション入りを目指し、オープン戦では主に先発投手として出場した。開幕は二軍で迎えたが、イースタン・リーグで3試合に登板（うち2試合先発）し、防御率1.93と結果を残すと、4月12日に一軍登録された。一軍では救援として待機し、14日の東京ヤクルトスワローズ戦の2点を追う場面で3番手として移籍後登板するも、牧秀悟や佐野恵太ら味方の3失策にも足を引っ張られ、1回を投げて自責は1点ながら、被安打5、7失点という投球内容だった。この投球について監督の三浦大輔は「あそこはちょっとね、こちらの責任です。申し訳なかったですけど、よく投げてくれました」とコメントしている。同月26日の読売ジャイアンツ戦では8回表に1対2の場面で登板。無失点で切り抜けると、裏の攻撃では度会隆輝の満塁本塁打などで大逆転し、7対2で勝利。移籍後初勝利を挙げた。しかし、29日の中日ドラゴンズ戦で2回を6失点、5月8日のヤクルト戦で2回を1失点と2試合連続失点を喫し、10日に登録を抹消された。抹消後、二軍では主に先発で調整を続け、6月7日に再昇格した。同日の交流戦での古巣・ソフトバンク戦にて移籍後初先発登板となったが、ソフトバンクでバッテリーを組んでいた甲斐拓也に本塁打を打たれるなど3回途中6安打5失点で降板し、敗戦投手になった。翌日に登録を抹消された。抹消後、二軍で3試合に先発し、1勝0敗、防御率1.89と安定した投球を見せると、7月6日に再昇格し、同日の阪神タイガース戦で再度先発登板の機会が与えられた。6回途中2失点と粘投したものの敗戦投手となり、翌日に登録を抹消された。二軍で先発投手として調整を続け、7月28日の二軍戦で先発登板が予定されたところ、27日の一軍戦前に予告先発だった平良拳太郎が故障で登板を回避したため、第2先発要員として急遽一軍に昇格した。その試合では2番手として3回1失点と役割を果たした。その後は登板機会がなく、8月2日に登録を抹消された。12日に再登録され、広島東洋カープ戦に先発登板するも不運な当たりが続いたこともあって3回持たずに降板し、翌日に登録を抹消された。24日に再登録されると、中継ぎで待機し、大差のついた場面ながら9月8日の巨人戦では最終回に登板した。最終的に14試合に登板し、1勝3敗、防御率7.52を記録。12月11日、1000万円減となる推定年俸4000万円で契約を更改し、球団からは翌年の中継ぎ起用を伝えられた。

## 選手としての特徴
2013年のドラフト指名時には体重が72kgと、比較的細身の体型であった。その後、徐々に体重を増やしていき、2021年時点で96kgにまで増量している。
平均でも140km/h台後半のナチュラルに動くストレートに、変化球はスライダー、ナックルカーブ、カットボール、スプリットを投げる。プロ1年目の春季キャンプでパームボールの習得に挑戦し、オープン戦では実際に投じた。
今浪隆博は実際に対戦した打者の立場として球質が重く感じたと証言しており、自分が左打者であったからと断りを入れつつも、その理由としてストレートがスライダー方向にナチュラルに動き、芯で捉えたと思ったあたりが詰まらされていたためと挙げている。

## 人物
- プロゴルファーの尾崎将司は高校の先輩（母体3校のうち旧・海南高校卒）にあたり、プロ入り後に激励を受けた[4]。
- 父親は地元・海陽町で操業する漁師で、自身も幼少時よりイカや伊勢エビ漁を手伝っていた。高校3年生時の夏の甲子園・県大会で敗退した後には毎日のように漁に出ていたが、これにより足腰や腕が鍛えられたという[4]。また、プロ入り時の契約金の一部を使い両親に新しい漁船をプレゼントし、その漁船は両親により「唯斗丸」と命名され伊勢エビ漁などに使用された[19]。
- 弟は、三菱自動車倉敷オーシャンズに所属する社会人野球選手。兄と同じく海部高校から倉敷オーシャンズに入部している[202]。
- 一軍での初登板の時、場内アナウンスでは間違えて「森福」（森福允彦投手）とコールされた[16]。
- 2015年1月4日、前年の12月28日に結婚していたことが発表された[203]。
- 2017年5月30日に第二子となる男児が誕生したと球団から発表された[204]。
- 元チームメイトのデニス・サファテと親交が厚くサファテを兄のように慕っている[205][206]。サファテも森を"My brother"と呼び、サファテが2017年の活躍で"King of Closer"と称された時には、森のことを"Queen of Closer"とツイートした[207]。

## 詳細情報

### 年度別投手成績
| 年 度      | 球 団        | 登 板 | 先 発 | 完 投 | 完 封 | 無 四 球 | 勝 利 | 敗 戦 | セ 丨 ブ | ホ 丨 ル ド | 勝 率 | 打 者 | 投 球 回 | 被 安 打 | 被 本 塁 打 | 与 四 球 | 敬 遠 | 与 死 球 | 奪 三 振 | 暴 投 | ボ 丨 ク | 失 点 | 自 責 点 | 防 御 率 | W H I P |
| ---------- | ------------ | ----- | ----- | ----- | ----- | -------- | ----- | ----- | -------- | ----------- | ----- | ----- | -------- | -------- | ----------- | -------- | ----- | -------- | -------- | ----- | -------- | ----- | -------- | -------- | ------- |
| 2014       | ソフトバンク | 58    | 0     | 0     | 0     | 0        | 4     | 1     | 0        | 20          | .800  | 247   | 65.2     | 47       | 1           | 15       | 0     | 1        | 54       | 0     | 0        | 17    | 17       | 2.33     | 0.94    |
| 2015       | ソフトバンク | 55    | 0     | 0     | 0     | 0        | 5     | 2     | 0        | 16          | .714  | 234   | 60.1     | 46       | 3           | 10       | 0     | 1        | 66       | 2     | 0        | 18    | 18       | 2.69     | 0.93    |
| 2016       | ソフトバンク | 56    | 0     | 0     | 0     | 0        | 4     | 3     | 1        | 14          | .571  | 261   | 60.1     | 68       | 6           | 15       | 1     | 2        | 51       | 0     | 0        | 20    | 20       | 2.98     | 1.38    |
| 2017       | ソフトバンク | 64    | 0     | 0     | 0     | 0        | 2     | 3     | 1        | 33          | .400  | 265   | 64.1     | 61       | 7           | 12       | 0     | 1        | 60       | 0     | 0        | 29    | 28       | 3.92     | 1.13    |
| 2018       | ソフトバンク | 66    | 0     | 0     | 0     | 0        | 2     | 4     | 37       | 6           | .333  | 252   | 61.1     | 51       | 7           | 19       | 1     | 2        | 61       | 0     | 0        | 20    | 19       | 2.79     | 1.14    |
| 2019       | ソフトバンク | 54    | 0     | 0     | 0     | 0        | 2     | 3     | 35       | 7           | .400  | 213   | 53.0     | 40       | 5           | 13       | 1     | 2        | 59       | 1     | 0        | 13    | 13       | 2.21     | 1.00    |
| 2020       | ソフトバンク | 52    | 0     | 0     | 0     | 0        | 1     | 1     | 32       | 6           | .500  | 205   | 51.1     | 39       | 4           | 13       | 3     | 2        | 40       | 0     | 0        | 14    | 13       | 2.28     | 1.01    |
| 2021       | ソフトバンク | 30    | 0     | 0     | 0     | 0        | 1     | 3     | 15       | 0           | .250  | 118   | 29.0     | 20       | 6           | 10       | 0     | 0        | 26       | 0     | 0        | 13    | 13       | 4.03     | 1.03    |
| 2022       | ソフトバンク | 29    | 2     | 0     | 0     | 0        | 2     | 4     | 6        | 3           | .333  | 141   | 34.1     | 30       | 4           | 12       | 0     | 1        | 27       | 0     | 0        | 13    | 10       | 2.62     | 1.22    |
| 2023       | ソフトバンク | 6     | 6     | 0     | 0     | 0        | 2     | 3     | 0        | 0           | .400  | 126   | 29.1     | 28       | 2           | 9        | 0     | 0        | 27       | 0     | 0        | 15    | 15       | 4.60     | 1.26    |
| 2024       | DeNA         | 14    | 4     | 0     | 0     | 0        | 1     | 3     | 0        | 1           | .250  | 157   | 32.1     | 50       | 4           | 8        | 2     | 3        | 25       | 0     | 0        | 33    | 27       | 7.52     | 1.79    |
| 通算：11年 | 通算：11年   | 484   | 12    | 0     | 0     | 0        | 26    | 30    | 127      | 106         | .464  | 2219  | 541.1    | 480      | 49          | 136      | 8     | 15       | 496      | 3     | 0        | 205   | 193      | 3.21     | 1.14    |

- 2024年度シーズン終了時
- 各年度の太字はリーグ最高

### 年度別守備成績
| 年 度 | 球 団        | 投手  | 投手  | 投手  | 投手  | 投手  | 投手     |
| 年 度 | 球 団        | 試 合 | 刺 殺 | 補 殺 | 失 策 | 併 殺 | 守 備 率 |
| ----- | ------------ | ----- | ----- | ----- | ----- | ----- | -------- |
| 2014  | ソフトバンク | 58    | 5     | 16    | 0     | 1     | 1.000    |
| 2015  | ソフトバンク | 55    | 1     | 9     | 0     | 2     | 1.000    |
| 2016  | ソフトバンク | 56    | 5     | 10    | 1     | 1     | .938     |
| 2017  | ソフトバンク | 64    | 3     | 12    | 0     | 1     | 1.000    |
| 2018  | ソフトバンク | 66    | 3     | 8     | 1     | 0     | .917     |
| 2019  | ソフトバンク | 54    | 4     | 4     | 0     | 0     | 1.000    |
| 2020  | ソフトバンク | 52    | 3     | 7     | 0     | 1     | 1.000    |
| 2021  | ソフトバンク | 30    | 1     | 3     | 0     | 0     | 1.000    |
| 2022  | ソフトバンク | 29    | 1     | 5     | 0     | 0     | 1.000    |
| 2023  | ソフトバンク | 6     | 0     | 7     | 0     | 0     | 1.000    |
| 2024  | DeNA         | 14    | 4     | 6     | 0     | 0     | 1.000    |
| 通算  | 通算         | 484   | 30    | 87    | 2     | 6     | .983     |

- 2024年度シーズン終了時

### タイトル
- 最多セーブ投手：1回（2018年）

### 表彰
- 日本シリーズ優秀選手賞：1回（2018年）

### 記録
初記録
投手記録
- 初登板：2014年5月11日、対埼玉西武ライオンズ9回戦（福岡 ヤフオク!ドーム）、9回表二死に4番手で救援登板・完了、1/3回を無失点
- 初奪三振：2014年5月16日、対オリックス・バファローズ6回戦（京セラドーム大阪）、8回裏に伊藤光から空振り三振[208]
- 初ホールド：2014年5月26日、対中日ドラゴンズ2回戦（ナゴヤドーム）、11回裏に6番手で救援登板、1回無失点
- 初勝利：2014年7月12日、対北海道日本ハムファイターズ10回戦（札幌ドーム）、6回裏に3番手で救援登板、1回無失点
- 初セーブ：2016年5月8日、対東北楽天ゴールデンイーグルス8回戦（福岡 ヤフオク!ドーム）、9回表に3番手で救援登板・完了、1回無失点
- 初先発登板：2022年9月16日、対東北楽天ゴールデンイーグルス23回戦（楽天生命パーク宮城）、3回1失点[209]
- 初先発勝利：2023年4月27日、東北楽天ゴールデンイーグルス4回戦（福岡PayPayドーム）、6回無失点[210]

打撃記録
- 初打席：2024年7月6日、対阪神タイガース12回戦（阪神甲子園球場）、3回表に伊藤将司からバント三振
- 初安打：2024年7月27日、対読売ジャイアンツ15回戦（横浜スタジアム）、3回裏に井上温大から遊撃内野安打

節目の記録
- 100ホールド：2020年8月20日、対千葉ロッテマリーンズ6回戦（ZOZOマリンスタジアム）、9回裏に4番手で救援登板、1回無失点 ※史上31人目
- 100セーブ：2020年10月11日、対千葉ロッテマリーンズ18回戦（福岡PayPayドーム）、9回表に7番手で救援登板・完了、1回無失点 ※史上34人目

その他の記録
- 7試合7連続セーブ：2018年9月18日 - 9月25日 ※プロ野球記録[80]
- 100ホールド100セーブ ※史上6人目[211]
- プロ入りから7年連続50試合登板：2014年 - 2020年 ※史上4人目[212]

- 465試合目で先発初勝利 ※史上最遅
- オールスターゲーム出場：2回（2015年、2018年）

### 背番号
- 38（2014年 - ）

### 登場曲
- 「Troublemaker」嵐（2014年）
- 「D'の純情」ももいろクローバーZ（2014年）
- 「ようかい体操第一」dream5（2014年）
- 「クラッシュ」（プロレスラー・蝶野正洋の入場曲）（2015年）
- 「Feel So Alive」三代目 J Soul Brothers（2016年）
- 「MUGEN ROAD」三代目 J Soul Brothers（2016年）
- 「O.R.I.O.N.」三代目 J Soul Brothers（2017年）
- 「HAPPY」三代目 J Soul Brothers（2017年）
- 「J.S.B. HAPPINESS」三代目 J Soul Brothers（2018年）
- 「RAINBOW」三代目 J Soul Brothers（2018年）
- 「Yes we are」三代目 J Soul Brothers（2019年）
- 「Rat-tat-tat」三代目 J Soul Brothers（2019年）
- 「Movin' on」三代目 J Soul Brothers（2020年）
- 「RISING SOUL」三代目 J Soul Brothers（2021年 - ）
- 「REPLAY」三代目 J Soul Brothers[213]

### 代表歴
- 侍ジャパン強化試合 日本 vs チャイニーズタイペイ：野球日本代表
- ENEOS侍ジャパンシリーズ2019：野球日本代表